# Шастунов, Иван Дмитриевич Кнут
Князь Иван Дмитриевич Шастунов по прозванию Кнут — голова и воевода во времена правления  Ивана IV Васильевича Грозного и Фёдора Ивановича.
Из княжеского рода Шастуновы. Старший сын князя Дмитрия Васильевича Шастунова-Кнута. Имел братьев Дмитрия, Василия и Фёдора Дмитриевичей.

## Биография

### Служба Ивану Грозному
В 1544 году полковой судья в Казанском походе. В сентябре 1551 года второй воевода войск левой руки в походе к Полоцку. В этом же году послан первым воеводой с запасами из Нижнего Новгорода в Свияжск. В 1558 году голова войск правой руки в походе на Лифляндию. В январе 1560 года третий голова при боярине князе Мстиславском в Большом полку в походе к Алысту и иным порубежным городам. В 1562 году годовал третьим воеводой в Свияжске.   В 1579 году первый воевода у знамени в походе на Лифляндию. В 1580 году второй воевода войск левой руки в Волоке-Ламске. В 1581 году второй воевода Большого полка в Серпухове, откуда по сожжению литовцами Трубчевска послан в Брянск и велено ему стоять за городом.

#### Служба Фёдору Ивановичу
В 1588 году воевода в Смоленске. В 1590 году во время государева похода против шведов оставлен в Новгороде при царице Ирине Фёдоровне. В 1591 году за прогнание от Москвы войск крымского хана пожалован золотым. В 1592 году упоминается в Москве объездчиком для бережения от пожаров в Московском кремле. В 1593 году в именины Государя был приглашён за государев стол на обед.
По родословной росписи показан бездетным.

## Критика
В родословной росписи, поданной в 1682 году в Палату родословный дел из родословной книги собрания М.А. Оболенского, у отца, князя Дмитрия Васильевича Кнута, показаны четыре сына: бездетный Иван (о ком статья), бездетный Дмитрий, Савелий и Василий Дмитриевичи; Фёдор Дмитриевич отсутствует.